# Jahrbuch für Wirtschaftsgeschichte
Das Jahrbuch für Wirtschaftsgeschichte (JWG) / Economic History Yearbook ist eine wirtschaftsgeschichtliche Fachzeitschrift. Der Ursprung der Zeitschrift lag 1960 in der DDR und sie stand auf dem marxistisch-leninistischen Standpunkt. Auf völlig geänderter Grundlage kam es 1992 zu einem Neuanfang.

## Zeitschriftenprofil in der Zeit der DDR

### Ziele und Ideologische Ausrichtung
Anfangs wurde die Zeitschrift vom Institut für Geschichte an der Deutschen Akademie für Wissenschaften zu Berlin herausgegeben. In seiner Vorbemerkung zur ersten Ausgabe definierte Karl Obermann das Ziel als: „wertvolle Forschungsergebnisse und Studien zu veröffentlichen, den wissenschaftlichen Meinungsstreit zu entfachen und zu einer Koordinierung und Anleitung auf dem Gebiet der Wirtschaftsgeschichte Sorge zu tragen.“ Jürgen Kuczynski ergänzte, dass der „Marxismus die adäquate wissenschaftliche Aneignung der Welt sei.“ Bei aller Offenheit für unterschiedliche Ansätze machte er die Grenzen deutlich: „aber immer müssen wir dabei die einzige und stets richtige Methode anwenden, das System der Methoden, die Methodologie des Marxismus-Leninismus.“ Die Wirtschaftsgeschichtsschreibung, die in Westdeutschland zu dieser Zeit eher Nebenfachcharakter hatte, spielte vor dem Hintergrund der materialistischen Geschichtsauffassung in der DDR eine zentrale Rolle im Rahmen der Geschichtswissenschaft.

### Aufbau und Inhalt
Der Aufbau der Zeitschrift blieb über Jahrzehnte vergleichbar. Es erschienen vier Hefte im Jahr. Den Hauptteil bildeten je nach Umfang fünf bis 10 Aufsätze. In einem Bereich Diskussion wurden kürzere Beiträge veröffentlicht oder Stellungnahmen zu früheren Beiträgen abgedruckt. In einem Bereich Literaturkritik wurden zunächst Bücher zu einem Schwerpunktthema besprochen. Dem folgten weitere Rezensionen. Ein besonderer Abschnitt umfasst Arbeiten zur Betriebsgeschichte. In einem weiteren Teil mit dem Titel Quellen und Materialien wurden Beiträge zu archivalischen Beständen oder auch Quellen direkt publiziert. Des Weiteren wurde über Tagungen, Konferenzen und Forschungsprojekte berichtet. Diese beschränkten sich meist auf die DDR und die sozialistischen Länder. Jedes Jahr wurde seit 1972 zudem eine Bibliographie von Neuerscheinungen herausgegeben. Für die Betriebsgeschichte erschien eine eigene Bibliographie.
Die Beiträge erschienen auf Deutsch. Ausländische Autoren stammten zumeist aus den sozialistischen Ländern. Aufsätze von westlichen Autoren waren eine große Ausnahme. Erschlossen wurde das Jahrbuch durch Registerbände. Ergänzend kamen einige Sonderbände zu bestimmten Themen hinzu.
Inhaltlich umfassten die Aufsätze den Zeitraum von der Antike bis zur Gegenwart. Auch geographisch gab es keine Einschränkungen. Allerdings dominierte die deutsche Wirtschaftsgeschichte. Während es anfangs noch einige polemische antiwestliche Beiträge gab, setzte seit den 1970er Jahren eine Tendenz zu Versachlichung ein. Dabei erweiterte sich das Spektrum um Beiträge zur Wirtschaft und Gesellschaft der sozialistischen Länder. Seit 1977 verlieh die Zeitschrift den Rene-Kuczynski-Preis zu Ehren von Robert René Kuczynski für die besten jährlichen Beiträge. Bei einem Großteil der Autoren handelte es sich um bereits etablierte Wissenschaftler. Relativ schwach war der wissenschaftliche Nachwuchs vertreten.
Carl-Ludwig Holtfrerich urteilt, dass das Jahrbuch im Rahmen seiner ideologischen Vorgaben ein hohes Niveau an theoretischer und empirischer Wirtschaftsgeschichtsschreibung in der DDR gewährleistete. Besonders hervorgehoben wird, dass viele Aufsätze auf der Erschließung neuer Primärquellen beruhten, die für westliche Historiker damals nicht ohne Weiteres zugänglich waren.

## Neuausrichtung nach der Wende
Nach der Wende wurde die Zeitschrift 1992 neu gegründet und inhaltlich und methodisch anders ausgerichtet. Die Zeitschrift erscheint jährlich in einem Band mit jeweils einem Heft pro Halbjahr im Akademie Verlag.
Der Neuaufbau erfolgte insbesondere geprägt von Toni Pierenkemper am Kölner Seminar für Wirtschafts- und Unternehmensgeschichte der Universität Köln. Zurzeit liegt die Verantwortung beim Lehrstuhl für Wirtschafts- und Unternehmensgeschichte an der Ruhr-Universität Bochum. Die Geschäftsführung hat Dieter Ziegler inne.
Inhaltlich beschäftigt sich die Zeitschrift überwiegend mit wirtschaftsgeschichtlichen Themen, schließt aber auch damit zusammenhängende sozial- und kulturgeschichtliche Fragestellungen mit ein. Anders als früher, beschränkt sich die Zeitschrift auf die Zeit seit dem 16. Jahrhundert. Der geographische Schwerpunkt der Beiträge ist Europa und insbesondere Deutschland.
Besonderer Wert wird auf eine vergleichende Perspektive gelegt. Die Zeitschrift versteht sich auch als Diskussionsforum für den entsprechenden Fachbereich. Ausgeprägt ist die Berücksichtigung von Theorien, Konzepten oder Methoden der Wirtschafts- und Sozialwissenschaften und die Geschichte dieses Wissenschaftsbereichs.
In einem ersten Teil wird in jedem Heft mit mehreren Beiträgen ein Schwerpunktthema behandelt. Es folgt ein zweiter Teil mit Aufsätzen zu weiteren Themen. Hinzu kommt in einem dritten Teil Literaturberichte oder Berichte über neue Forschungsprojekte. Daneben erscheinen seit 2002 die Beihefte des Jahrbuchs. Ein Gutachterverfahren entscheidet über die Aufnahme der Beiträge in der Zeitschrift. Seit 2022 erscheint die Zeitschrift im Open Access.